# Hitrádio Orion
Hitrádio Orion (dříve Rádio Orion) je soukromá regionální rozhlasová stanice na území Moravskoslezského, Olomouckého a částečně Královéhradeckého a Zlínského kraje. V  Moravskoslezském kraji se jedná o 3. nejposlouchanější rozhlasovou stanici.

## Historie
Stanice začala vysílat 23. října 1991 pod názvem Rádio Orion. Zpočátku působila v areálu vysokoškolských kolejí Vysoké školy báňské – Technické univerzity Ostrava v Porubě, později se přestěhovala do Mariánských Hor a nakonec do Přívozu, kde se nachází také studio moravské mutace rádia Blaník a do srpna 2021 také studio radia Helax. V roce 2005] se stanice stala jedním z prvních členů sítě Hitrádio. S tím byla spojena změna názvu na Hitrádio Orion.
1. srpna 2011 začalo Hitrádio Apollo přebírat program Hitrádia Orion z Ostravy v kombinaci s regionálně odpojovanými zprávami a pozvánkami na akce. 1. září došlo k přejmenování na Hitrádio Orion Morava. Důvodem byl značný překryv pokrytí obou stanic a výsledky poslechovosti, podle kterých v lokalitách překryvu posluchači preferovali Orion.[zdroj?]
V září 2016 zaslala společnost Media Bohemia žádost Radě pro rozhlasové a televizní vysílání, ve které žádala o souhlas se změnou názvu Hitrádio Orion Morava na Hitrádio Orion. Důvodem bylo usnadnění orientace posluchačů v nabídce rozhlasového vysílání. RRTV na svém zasedání, konaném 25. října 2016, žádosti vyhověla.

## Program
- 6:00–9:00 - Jirka Pelnář, Kateřina Pechová a David Jošt (centrálně na všech Hitrádiích)
- 6:00 - 9:00 (pátek) - Vojta Přívětivý a David Jošt (celoplošné vysílání z Prahy)
- 9:00-12:00 - Karla Michalíková
- 12:00-15:00 - Radek Erben
- 15:00-19:00 - Kuba Ohnutek a Evelína Švrčková
- 19:00 - 22:00 - Michal Klein (centrálně na všech Hitrádiích)
- Víkend 7:00-13:00 - Lea Gyöngyösi, Michal Pospíchal (centrálně na všech Hitrádiích)
- Víkend 13:00-18:00 - Honza Foltýn, Jirka Prokeš
- Zpravodajství: Jakub Bielak, Vladan Hýl, Iva Jurečková Šťastná, David Račák, Klára Zemanová, Veronika Tkaczyková

## Bývalí moderátoři
- Jiří Körber
- Petr Magera
- Roman Jeřábek (nyní[kdy?] ve vedení radia Čas)
- Patrik Kohut
- Ondra Trčálek
- Honza Hořínek
- Libor Kotrla
- Pavel Navrátil (odchod do pořadu Studio 6 na ČT1 a ČT24)
- Helena Adamíková
- Nikola Birklenová
- Michal Pistolas (nyní[kdy?] programový ředitel sesterského Hitrádia Zlín)
- Magdalena Roubalová
- Marika Tošková (odchod na radio Helax, dnes[kdy?] se v éteru neobjevuje, hlas DPO)
- René Hnilička (odchod jako moderátor zpráv na TV Barrandov, dnes[kdy?] Frekvence 1)
- Igor Timko
- Xindl X
- Lucie Homolová
- Jirka Jekl (odchod na radio Čas, dnes[kdy?] se v éteru neobjevuje)
- Magda Otáhalová (odchod na moravskou mutaci rádia Blaník, dnes[kdy?] rádio Čas)
- Jounas a Radkolf (odchod na radio Helax, dnes[kdy?] se v éteru neobjevují)
- Michal Krusberský (odchod na moravskou mutaci rádia Blaník, nyní[kdy?] v centrálním vysílání)
- Jirka Krupica (odchod do radia Čas Rock, nyní[kdy?] se v éteru neobjevuje)
- Monika Dudová (pověřena řízením Fresh radio Ostrava)
- Dominik Vršanský (TV Nova,Soc.sítě)

## Vysílače
Hitrádio Orion je šířeno z následujících FM vysílačů:
| Vysílač                     | Kmitočet  | Výkon (ERP) | Polarizace   |
| --------------------------- | --------- | ----------- | ------------ |
| Jeseník – Praděd            | 88,1 MHz  | 10 kW       | horizontální |
| Opava                       | 88,6 MHz  | 0,5 kW      | vertikální   |
| Zlín                        | 88,6 MHz  | 0,1 kW      | vertikální   |
| Bystřice pod Hostýnem       | 89,3 MHz  | 0,5 kW      | vertikální   |
| Olomouc                     | 95,6 MHz  | 0,25 kW     | vertikální   |
| Nový Jičín                  | 95,9 MHz  | 0,1 kW      | vertikální   |
| Ostrava – Hošťálkovice      | 96,4 MHz  | 3,467 kW    | horizontální |
| Třinec – Malý Javorový      | 98,7 MHz  | 1 kW        | horizontální |
| Valašské Meziříčí           | 99,8 MHz  | 1 kW        | vertikální   |
| Vsetín                      | 101,7 MHz | 0,1 kW      | vertikální   |
| Valašské Meziříčí – Radhošť | 103,9 MHz | 3 kW        | horizontální |